# Pilea funkikensis
Pilea funkikensis är en nässelväxtart som beskrevs av Bunzo Hayata. Pilea funkikensis ingår i släktet pileor, och familjen nässelväxter. Inga underarter finns listade i Catalogue of Life.